# Disgenoten

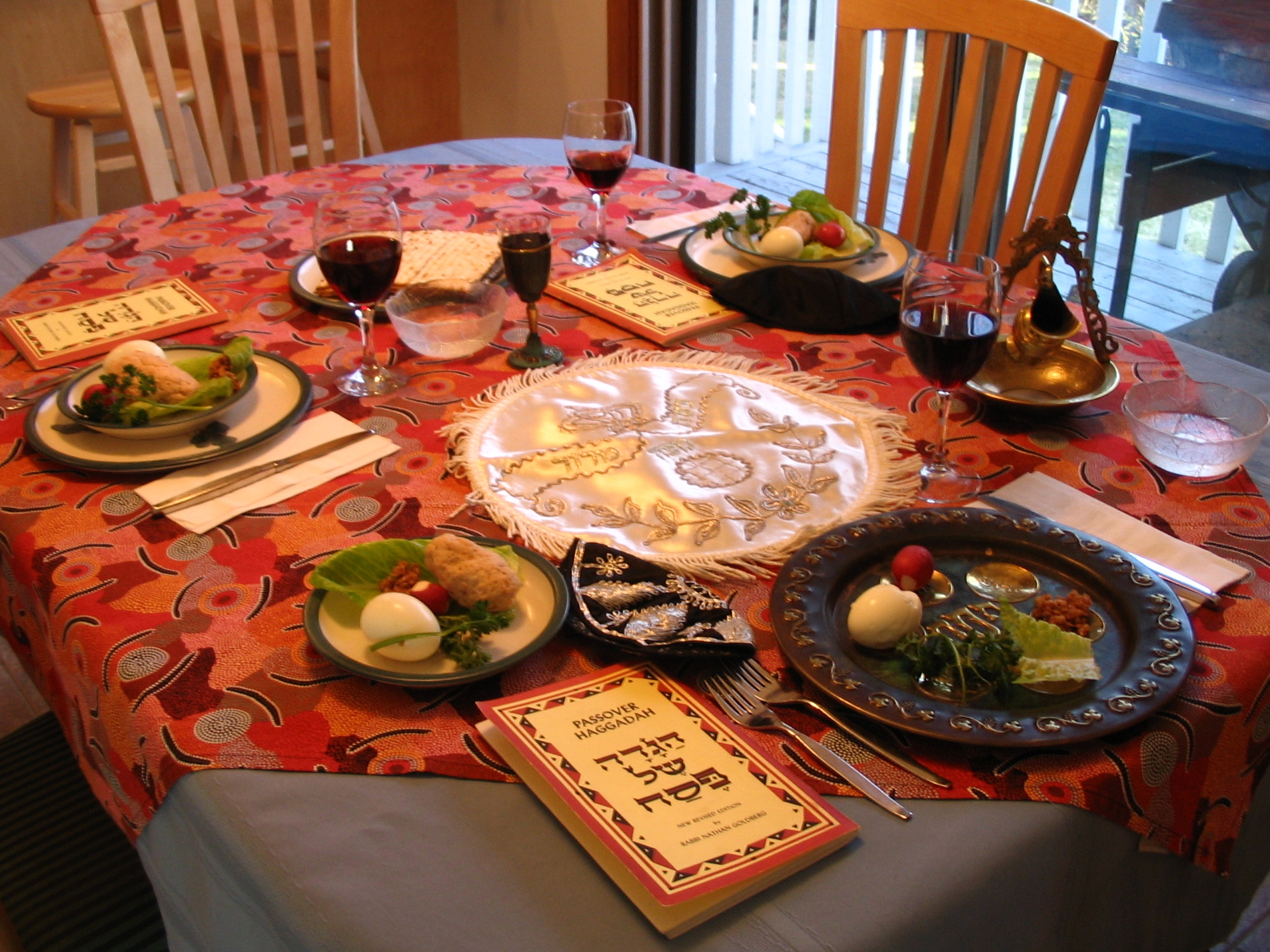
Sedertafel met naast elk bord een Haggada

Disgenoten is een Joods volksverhaal.

## Het verhaal
De koster Mechel komt op de eerste avond van Pesach uit het leerhuis. Hij is weduwnaar en enkele huisvaders hebben hem uitgenodigd voor het diner. In deze nacht zit heel Israël aan met hun huisgenoten. De kwade geesten hebben geen macht in deze nacht, maar men kan vrezen voor droefheid. Hij heeft de uitnodigingen afgeslagen, hij behoort tot het volk van God dat uit Egypte is vertrokken. Hij voelt zich te goed voor de andere mensen en loopt peinzend naar huis. Het raam van de weduwe Sara Lea wordt geopend en ze kijkt naar buiten. De koster antwoordt haar met een gelukwens voor de feestdagen.
Sara Lea vraagt: Waar kom je vandaan en waar ga je naartoe, reb Mechel? Hij antwoordt en hoort dat Sara Lea een feestmaal heeft klaargemaakt voor Pesach. Toch moet ze, net als tijdens elke sjabbat, de buren lastigvallen. Ze heeft wijn, matses en kalkoen. Mechel zucht en antwoordt in het Aramees, wat Lea niet verstaat. Ze knikt toch met haar hoofd en zegt zo is het. Ze heeft zonen opgevoed en grootgebracht, maar is nu alleen. Ze wil naar Israël gaan om dicht bij de heilige plaatsen te zijn, maar alleen gaan is niet toegestaan. Dan vertelt Mechel dat het voor een man alleen ook niet eenvoudig is. Hij wordt uitgenodigd en er liggen matzes, bitter kruid (maror), radijs, eieren, vlees, vis en borsjt.
Sara Lea vraagt of Mechel wil aanzitten en maakt de zitplaatsen in orde. Mechel werpt de sleutels van het leerhuis neer en zakt in de kussens. Sara Lea schenkt wijn in en Mechel bewondert het huis. Het is een mooi huis, heel anders dan zijn eigen. Hij spreekt wijding over de wijn uit en Sara Lao glimt van vreugde. Ze brengt een schaal met water en Mechel wast zijn handen. Hij neemt een groen blad en doopt dat in zout water. Hij breekt een matse in tweeën en wikkelt de helft in een servet en stopt die onder het kussen als afikoman. Hij heft de schaal en zegt dit is het brood der armoede dat onze Vaderen aten.
Sara Lea pakt het gebedenboek en leest de Vier Vragen. Mechel leest ook een stuk en legt uit met vergelijkingen en wonderverhalen. De maan schijnt als een baldakijn van licht over het huis van Sara Lea. Samen zingen ze het Hooglied tot de ochtendvogels hun loflied zingen. Mechel huwt Sara Lea later, het is haar gegeven in Jeruzalem te leven. Ze ging naar het Heilige Land.

## Achtergronden
- Zie ook Jodendom en Sederavond.